# بوب فورست
بوب فورست (بالإنجليزية: Bob Forrest)‏ هو موسيقي ومغني أمريكي، ولد في 15 فبراير 1961 في لوس أنجلوس في الولايات المتحدة.

## وصلات خارجية
- بوب فورست على موقع ميوزك برينز (الإنجليزية)
- بوب فورست على موقع ديسكوغز (الإنجليزية)